# Сюлейман Рушити
Сюлейман Рушити (на македонска литературна норма: Сулејман Рушити; на албански: Sulejman Rushiti) е политик от Северна Македония от албански произход.

## Биография
Роден е на 22 януари 1972 година в град Гостивар. Завършва режисура във факултета за драматично изкуство в Тирана през 1997 година. Между 1998 и 2001 година работи като режисьор в македонската радиотелевизия, а в от 2001 до 2002 е директор на Театърът на народностите в Скопие.
Основател и директор на театър Алтернатива между 1998 и 2002 година. Говори английски, немски, сръбски и италиански език. Между 2006 и 2008 година е министър на образованието и науката.